# 비히트라흐
비히트라흐(독일어: Wichtrach)는 스위스 베른주의 베른-미텔란트구에 있는 자치체이다.

## 역사
비히트라흐는 2004년 1월 1일 니더비히트라흐와 오버비히트라흐의 독립적인 지자체를 통합하여 만들어졌다. 오버비히트라흐의 교구 교회는 1180년에 처음 언급되었다. 두 비히트라흐 마을은 1180년에 Wichtracho로 처음 언급되었다.

## 지리학
비히트라흐의 면적은 11.6k㎡이다. 2012년 기준 총 7.35k㎡ (63.4%가 농업용으로 사용되며 2.59k㎡ (22.3%)가 산림이다. 나머지 토지 중 1.52k㎡ (13.1%)가 정착(건물 또는 도로), 0.11k㎡ (0.9%)가 강 또는 호수이고 0.02k㎡ (0.2%)는 비생산적인 토지이다.
같은 해 주택과 건물이 6.9%, 교통 인프라가 4.4%를 차지했다. 삼림 지대를 제외한 모든 산림 지역은 울창한 숲으로 덮여 있다. 농경지 중 49.9%는 작물 재배에 사용되며 12.1%는 목초지이며 1.5%는 과수원이나 포도나무 작물에 사용된다. 시정촌의 모든 물은 흐르는 물이다.
2004년 1월 1일에 니더비히트라흐와 오버비히트라흐의 이전 자치제가 비히트라흐의 자치제로 통합되었다.
2009년 12월 31일에 시정촌의 이전 구역인 코놀핑엔구가 해산되었다. 다음 날 2010년 1월 1일에 새로 설립된 베른-미텔란트구에 합류했다.

## 인구통계
비히트라흐의 인구(2020년 12월 기준 )는 4,377명이다. 2010년 기준으로 인구의 5.4%가 거주하는 외국인이다. 지난 10년(2001-2011) 동안 인구는 0%의 비율로 변경되었다. 이민은 -0.6%, 출생 및 사망은 0.5%를 차지했다.
2000년 기준, 인구 대부분인 94.7%가 독일어를 모국어로 사용하고, 프랑스어는 0.5%로 두 번째로 많이 사용하고, 이탈리아어는 1.1% 세 번째로 사용한다.
2008년 기준으로 인구는 남성 50.2%, 여성 49.8%이다. 인구는 1,897명의 스위스 남성(인구의 47.2%)과 120명(3.0%)의 비스위스계 남성으로 구성되었다. 스위스 여성은 1,903명(47.4%), 비스위스계 여성은 99명(2.5%)이었다.
2011년 기준으로 아동·청소년(0~19세)이 21.4%, 성인(20~64세)이 63.3%, 노인(64세 이상)이 15.3%를 차지한다.
2010년 기준 1인 가구는 488가구, 5인 이상 가구는 76가구이다. 2010년 기준 신규주택 건설률은 인구 1000명당 0.2세대였다. 2011년 시정촌 공실률은 2.78%였다.
역사적 인구는 다음 차트에 나와 있다.

## 정치
2015년 연방 선거에서 가장 인기 있는 정당은 36.8%의 득표율을 기록한 스위스인민당(SVP) 이었다. 다음으로 가장 인기 있는 3개 정당은 보수민주당(BDP) (14.5%), 사민당(SP) (13.8%), FDP(자유당)(9.6%)였다. 이번 연방 총선에서는 총 1,508표가 투표됐고, 투표율은 48.0%였다.

## 경제
2011년 현재 비히트라흐의 실업률은 1.32%이다. 2008년 기준으로 시정촌에 고용된 사람은 총 967명이다. 이 중 1차 경제 부문에 120명이 고용되었고, 이 부문에 약 46개 기업이 참여했다. 291명이 2차 부문에 고용되었고, 이 부문에 41개의 기업이 있었다. 556명이 3차 부문에 고용되어 있으며, 이 부문에는 92개의 기업이 있다.
2008년에는 총 760개의 정규직에 상응하는 일자리가 있었다. 1차 부문의 일자리 수는 78개였으며 모두 농업에 있었다. 2차 산업의 일자리 수는 270개로 이 중 제조업이 127개(47.0%), 건설업이 143개(53.0%)였다. 3차 부문의 일자리 수는 412개였다. 도소매업 111(26.9%), 자동차 수리 15개(3.6%), 호텔·레스토랑 42개(10.2%), 정보업 5개(1.2%), 38개(9.2%)는 기술 전문가 또는 과학자, 71개(17.2%)는 교육, 31개(7.5%)는 의료 분야에 있었다.
근로 인구 중 27.6%는 대중교통을 이용하여 출근했고, 50.2%는 자가용을 이용했다.

## 종교
2000년에 인구의 약 78.2%가 개신교에 속했고, 9.4%는 로마 가톨릭, 5.6%는 종교가 없었다.

## 교육
비히트라흐에서는 인구의 약 62.5%가 비필수 고등교육을 이수했으며, 18.9%가 추가 고등교육(대학 또는 응용학문대학)을 이수했다.
베른주 학교 시스템은 1년의 의무 없는 유치원, 6년의 초등학교를 제공한다. 이후 3년 동안의 의무적 중학교 과정을 거쳐 학생들을 능력과 적성에 따라 구분한다. 중학교 이하 학생들은 추가 학교에 다니거나 견습생으로 들어갈 수 있다.
2010-11학년도 동안 총 588명의 학생이 비히트라흐의 수업에 참석했다. 시정촌에는 총 78명의 학생이 있는 4개의 유치원 수업이 있었다. 유치원생 중 6.4%는 스위스의 영주권 또는 임시 거주자(시민권 아님)였으며, 9.0%는 교실 언어와 다른 모국어를 사용한다. 지자체에는 13개의 초등 학급과 258명의 학생이 있었다. 초등학생 중 6.2%는 스위스의 영주권 또는 임시 거주자(시민권 아님)였으며, 7.4%는 교실 언어와 다른 모국어를 사용한다. 같은 해에 총 252명의 학생이 있는 12개의 중학교가 있었다. 스위스의 영주권자 또는 임시 거주자(시민이 아님)가 3.2%이고 4.0%가 교실 언어와 다른 모국어를 사용한다.

## 교통

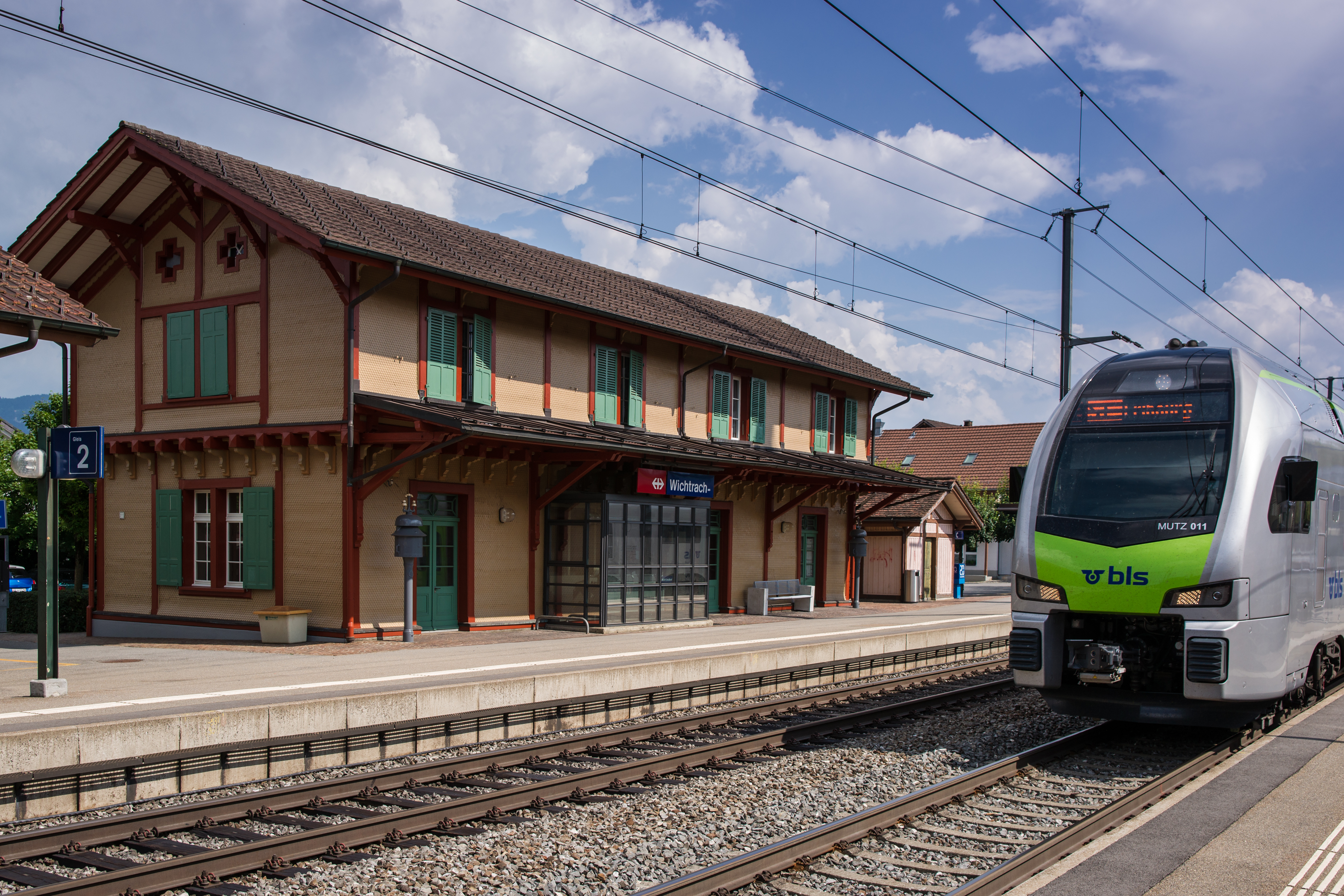
비히트라흐역

자치단체는 교통이 잘 발달되어 있다. 이곳은 베른에서 툰까지의 오래된 주요 도로에 있다. 1973년에 개통되어 시가지를 가로지르는 A6 고속도로(베른-툰)에 가장 가까운 연결은 시내 중심에서 약 5km 떨어져 있다. 1859년 7월 1일, 베른에서 툰까지 비히트라흐역이 있는 철도가 개통되었다. 뮌징엔에서 비히트라흐를 거쳐 키르히도르프, 게르첸제 및 뮐레도르프까지 운행 하는 포스트버스 노선은 대중교통을 잘 이용할 수 있도록 한다.